# Цепкало Вероніка Валеріївна
Вероніка Цепкало (7 вересня 1976 , Могильов ) — білоруська громадська активістка та політична діячка, стала відомою під час президентських виборів 2020 року. Дружина Валерія Цепкала.

## Життєпис
Народилась у Могильові. Матір — Євгенія Шестерікова, сестра — Наталія Леонюк, дід — письменник Петро Шестеріков.
Закінчила Факультет міжнародних відносин Білоруського університету, навчалась у Вищій школі менеджменту та бізнесу Білоруського державного економічного університету, а також вивчала управління бізнесом у Національному інституті малого та середнього бізнесу в Хайдарабаді (Індія). Працювала в компанії Velcom, зараз працює старшим менеджером з розвитку бізнесу в країнах СНД та Чорного моря в компанії Microsoft.

## Громадська діяльність
Брала активну участь у президентській кампанії 2020 року в Білорусі: спочатку супроводжувала свого чоловіка, Валерія Цепкало, під час поїздок по містах Білорусі для збору підписів для висування на президентських виборах, а після відмови у реєстрації Валерію Цепкало і його вимушеного покинення країни внаслідок погроз і залякування, Вероніка сама очолила штаб колишнього кандидата та вийшла на перший план.
16 липня 2020 відбулось об'єднання штабів Світлани Тихоновської, Віктора Бабарико та Валерія Цепкала. Унаслідок цього Світлана Тихоновська, Вероніка Цепкало та Марія Колесникова найвідомішими політичними фігурами в країні, і разом здійснили велику подорож країною, де їх зустрічали тисячі жителів: Дзержинськ, Мінськ, Борисов, Глибоке Новополоцьк, Вітебськ, Орша, Могильов, Бобруйськ, Жлобін, Речиця, Гомель, Сморгонь, Молодечно, Ліда, Гродно, Вовковиськ, Слонім, Барановичі, Брест. Агітаційні зустрічі також планувались у Березі, Слуцьку та Солігорську, але через ризик виникнення провокацій або з інших причин, вони не відбулися.
Основними тезами їхніх виступів були: проведення чесних президентських виборів, звільнення політв'язнів, належний рівень пенсій, безпека дітей та еміграція молоді.
Протягом всієї кампанії, Вероніка зазнавала тиску з боку влади: від збору інформації в школі, де навчаються її діти, до виклику її сестри, Наталії Леонюк, для надання свідчень проти Валерія Цепкала, а потім і викрадення сестри.
Під час виступу на мітингу в Мінську 30 липня 2020 Вероніка розповіла, як її родина постраждала від влади Лукашенка, про сфальсифіковану кримінальну справу проти її матері, у якої на той момент вже була третя стадія раку.
16 серпня 2020 Вероніка з дітьми приїхала з Росії до України.
Влітку 2024 року білоруський суд заочно засудив Вероніку Цепкало до 12 років ув'язнення.

## Нагороди
- Премія імені Сахарова (2020)[12]
- Премія імені Мартіна Лютера «Безстрашне слово» (2020)[13]
- Премія імені Льва Копелева[de] за мир і права людини (2021)[14]
- Премія імені Фрітца Цзокліча[pl] (2021)[15]
- Міжнародна премія імені Карла Великого (2022)[16]